# Launceston Airport
Launceston Airport är en flygplats i Australien. Den ligger i kommunen Northern Midlands och delstaten Tasmanien, i den sydöstra delen av landet, omkring 150 kilometer norr om delstatshuvudstaden Hobart.
Runt Launceston Airport är det glesbefolkat, med 11 invånare per kvadratkilometer.. Närmaste större samhälle är Launceston, omkring 13 kilometer nordväst om Launceston Airport. 
Trakten runt Launceston Airport består till största delen av jordbruksmark. Genomsnittlig årsnederbörd är 967 millimeter. Den regnigaste månaden är augusti, med i genomsnitt 119 mm nederbörd, och den torraste är februari, med 41 mm nederbörd.